# Forelius foetida
Forelius foetida é uma espécie de formiga do gênero Forelius.